# Pero pinsa
Pero pinsa là một loài bướm đêm trong họ Geometridae.